# Négy látványélmény
A fényképezést megelőző négy látványélmény:
- Veduta – Részletes, főleg tényszerű, realista festmény, rajz vagy metszet, amely egy várost vagy egyéb helységet ábrázol.
- Laterna magica – Más néven „bűvös lámpás” a modern diavetítő őse volt.
- Panoráma – Körfestmény (pl. Feszty-körkép), később a fotográfiában is megjelent; napjainkban egyre népszerűbb (Robert Baker miniatűr- és porcelánfestő ötlete).
- Dioráma – Világítási módszerekkel a kép idő- és térbeli változását tudja érzékeltetni több vászonra festett kép mozgatásával egy fényforrás előtt.